# برج الخنزير
برج الخنزير(狗) هو أحد الأبراج الصينية الأثني عشر.

## الأعوام والعناصر الموافقة للبرج
يقال أن المولودين ضمن التواريخ أدناه من برج الخنزير حسب من يعتقد بالأبراج الصينية:
- 30 يناير 1911 – 17 فبراير 1912 : الخنزير المعدني
- 16 فبراير 1923 – 04 فبراير 1924 : الخنزير المائي
- 04 فبراير 1935 – 23 يناير 1936 : الخنزير الخشبي
- 22 يناير 1947 – 09 فبراير 1948 : الخنزير الناري
- 08 فبراير 1959 – 27 يناير 1960 : الخنزير الأرضي
- 27 يناير 1971 – 14 فبراير 1972 : الخنزير المعدني
- 13 فبراير 1983 – 01 فبراير 1984 : الخنزير المائي
- 31 يناير 1995 – 18 فبراير 1996 : الخنزير الخشبي
- 18 فبراير 2007 – 06 فبراير 2008 : الخنزير الناري
- 05 فبراير 2019 – 24 يناير 2020 : الخنزير الأرضي

## مشاهير برج الخنزير
- عديدة هي مشاهير هذا البرج في كافة المجالات نذكر من أبرزها : جورج بيدو، رونالد ريغن، ألفريد هيتشكوك، فريد أستير، هنري فورد، التون جون، هيلاري كلينتون، كيم تاي هيونغ (في)، بارك جيمين